# Lilla Skivgrund
Lilla Skivgrund är ett skär i Åland (Finland). Det ligger i Ålands hav eller Skärgårdshavet och i kommunen Jomala i landskapet Åland, i den sydvästra delen av landet. Ön ligger nära Mariehamn och omkring 280 kilometer väster om Helsingfors.
Öns area är 3,1 hektar och dess största längd är 280 meter i sydöst-nordvästlig riktning. Närmaste större samhälle är Mariehamn, 7,1 km öster om Lilla Skivgrund.